# Kostice
Kostice település Csehországban, Břeclavi járásban. Kostice Břeclav, Lanžhot és Tvrdonice településekkel határos. Lakosainak száma 1875 fő (2024. január 1.).

## Népesség
A település lakosságának változását az alábbi diagram mutatja:
| Lakosok száma | 1252 | 1629 | 2160 | 2063 | 2152 | 1838 | 1906 | 1898 | 1867 | 1875 |
|               | 1869 | 1890 | 1921 | 1950 | 1980 | 2001 | 2017 | 2019 | 2022 | 2024 |